# Республиканская партия Крыма
Республиканская партия Крыма (РПК, укр. Республіканська партія Криму) — региональная партия Крыма созданная в 1992 году на базе Республиканского движения Крыма, боровшаяся за включение Крыма в состав Российской Федерации.

## История
С августа 1991 года в Крыму существовало Республиканское движение Крыма (РДК), целью которой было возродить республиканский статуса региона, а после распада СССР его суверенитет. Движение финансировалось местной компанией «Импэкс-55», поддерживалось преступной группировкой «Башмаки». и пользовалось помощью Черноморского флота и местной администрации. В феврале 1992 года движение инициировало сбор подписей за проведение референдума в Крыму по включение полуострова в состав Российской Федерации или в нового СССР.
В сентябре 1992 года в связи с унификацией законодательства Крыма с законодательством Украины движение было распущено.
В октябре 1992 года на базе республиканского движения была создана Республиканская партия Крыма (РПК).
Позже партия была расформирована и влилась в единый блок «Россия», который возглавлял Юрий Мешков.
В 1995 году Республиканская партия Крыма во главе с Сергеем Цековым влилась в состав Гражданского конгресса Украины (лидер — Александр Базилюк).

## Внешние ссылки
- Россиян Крым всегда будет с Россией
- Этапы создания русской общины Крыма.
- Наша цель — защита ценностей русского мира.